# Bishop (Kalifornien)
Die kleine Stadt Bishop liegt am Nordende des Owens Valley unter der Ostflanke der Sierra Nevada im kalifornischen Inyo County. Das U.S. Census Bureau hat bei der Volkszählung 2020 eine Einwohnerzahl von 3.819 ermittelt. 
In der Nähe der Stadt liegt der Ancient Bristlecone Pine Forest – ein Teil des Inyo National Forest – in dem mit Methuselah, einer Langlebigen Kiefer, der älteste bekannte Baum der Erde wächst. Das Laws-Eisenbahnmuseum befindet sich in einer 1883 stillgelegten Bahnstation. Ein rustikaler Blickfang ist das 100 Jahre alte Postamt der Stadt.

## Lage
Bishop liegt auf 1264 m Höhe am Nordende des Owens Valley. Im Westen erstreckt sich das Gebirge der Sierra Nevada und im Osten die White Mountains. Die Stadt liegt am Bishop Creek, dem größten Zufluss des Owens River.
In der Stadt treffen mehrere Straßen zusammen: der U.S. Highway 395 verläuft in Nord-Süd-Richtung durch das Stadtgebiet und der U.S. Highway 6 beginnt im Norden von Bishop. Zusätzlich führt die California State Route 168 in West-Ost-Richtung durch Teile von Bishop.

## Persönlichkeiten
In Bishop geboren
- Dennis McCoy (* 1945), Skirennläufer
- Sarah Konrad (* 1967), Skilangläuferin und Biathletin
- Trevor Donovan (* 1978), Schauspieler

Mit Bezug zur Stadt
- Elisha Cook (1903–1995), Schauspieler, lebte viele Jahre in Bishop
- Jill Kinmont (1936–2012), Skirennläufern und Lehrerin in Bishop
- Richard Eyer (* 1945), Schauspieler und Lehrer in Bishop